# Malthe Bruun Nyegaard
Malthe Bruun Nyegaard (3. september 1789 i Urslev ved Horsens – 1. april 1877 i København) var en dansk godsejer (i samtiden kaldt proprietær) og stænderdeputeret.
Han var søn af forvalter Jens Nyegaard (1749-1832) og Hedevig Margrethe født Norup (1759-1797). Nyegaard tog 1811 dansk-juridisk eksamen og fik 1814 tilladelse til at procedere ved retterne. 1818 blev han landvæsenskommissær i det tidligere Roskilde Amt. Som prokurator vandt han samme år en vis navnkundighed, da han førte og vandt den sag, som Jens Baggesen havde anlagt mod student Peder Hjort, der havde beskyldt ham, digteren, for plagiat. Nyegaard havde berøring med guldalderens litterære kredse, og han var en trofast ven og varm beundrer af digteren B.S. Ingemann, hvorom dennes udgivne korrespondance vidner.
Nyegaard blev 1825 ejer af herregården Stenalt ved Randers, som han ejede til 1842, og valgtes som sædegårdsejer til medlem af de jyske stænderforsamlinger i Viborg, hvor han deltog 1836 og 1840, men ikke 1838. 1836 stillede han som stænderdeputeret forslag om, at alle statens gejstlige og civile embedsmænd, for så vidt deres embedsindtægter var ubestemte eller bestod i sportler, herefter skulle sættes på fast gage. Forslaget bekæmpedes af den kongelige kommissarius, og stænderforsamlingen nægtede med et betydeligt flertal nedsættelsen af et udvalg angående denne sag. Han var generelt liberalt sindet, men protesterede mod lovbestemt afskaffelse af hoveriet. Nyegaard var bemærkelsesværdig ved sin modstand mod almindelig værnepligt, idet han afviste, at Danmark selv havde militær kapacitet til at kunne forsvare sig, og foregreb dermed Viggo Hørups standpunkt fem årtier senere. Han mente, at civilisatorisk fremgang ville gøre krig til en sjældenhed.
1843 købte Nyegaard af A.N. Hansen godset Kokkedal ved Hørsholm, som han ejede indtil 1864, hvor han solgte det til konsul Frederik H. Block. Han havde 1826 fået justitsrådstitlen, og 1867 udnævntes han til etatsråd. Han døde i København 1. april 1877. 
Nyegaard havde 10. juli 1818 i Horsens ægtet Abel Maria "Minna" Catharina Paulsen (24. marts 1793 i Horsens - 18. maj 1870 i København), datter af oberstløjtnant, senere generalmajor Peter von Paulsen (1735-1815) og Anna Claudina Catharina Bertelsen de Cederfeld (1755-1822).
Han er begravet på Garnisons Kirkegård.